# Pete Hamill
Pour les articles homonymes, voir Hamill.
Pete Hamill, né le 24 juin 1935 dans le quartier de Park Slope à Brooklyn (New York) et mort le 5 août 2020 à Brooklyn, est un journaliste et un romancier américain, auteur de romans policiers.

## Biographie
Pete Hamill est l'aîné de sept enfants d'immigrés catholiques irlandais. À onze ans, il livre le Brooklyn Daily Eagle. À quinze ans, il quitte la Regis High School (en) à Manhattan pour travailler comme apprenti sur le chantier naval New York Navy Yard. En 1952, il s’engage dans l'US Navy. À sa démobilisation, en 1956, il profite de la G.I. Bill pour reprendre ses études. Puis il travaille dans la publicité avant de devenir journaliste au Saturday Evening Post, au New York Post, puis au New York Daily News. En 1968, il couvre la campagne électorale de Robert Francis Kennedy et assiste à son assassinat par Sirhan Sirhan.

## Œuvre
En 1968, Hamill publie son premier roman, A Killing for Christ, histoire d'un complot visant à assassiner le Pape le dimanche de Pâques à Rome. The Gift, en 1973, est un roman semi-autobiographique. En 1977, La Chair et le Sang (Flesh and Blood) est une histoire d'inceste. Dans son premier roman noir en 1978, Fric pourri (Dirty Laundry), il crée le personnage de Sam Briscoe, journaliste indépendant. C'est le début d'une série qui se poursuit avec Le Joyau désastreux (The Deadly Pierce) et Dieu a tiré le premier (The Guns of Heaven) qui est, selon Claude Mesplède, « un récit très réussi, bourré d'informations sur le conflit irlandais ».

### Romans
- A Killing for Christ, 1968
- The Gift, 1973
- Flesh and Blood, 1977
  - La Chair et le Sang, Éditions Belfond, 1977
- Loving Women, 1989
- Snow in August, 1998
- Forever, 2003
- North River, 2007
- Tabloid City, 2011

#### Série Sam Briscoe
- Dirty Laundry 1978
  - Fric pourri, Série noire no 1729, 1979
- The Deadly Piece, 1979
  - Le Joyau désastreux, Série noire no 1746, 1980
- The Guns of Heaven, 1984
  - Dieu a tiré le premier, Série noire no 1985, 1984

### Non fiction
- Irrational Ravings, 1971
- The Invisible City : Short Stories, 1980
- Tokyo Sketches : Short Stories, 1992
- A Drinking Life : A Memoir, 1995
- Piecework, 1996
- News is a Verb, 1998
- Why Sinatra Matters, 1999
- Diego Rivera, 1999
- Downtown : My Manhattan, 2004

## Filmographie
- 1971 : Doc Holliday, western réalisé par Frank Perry
- 1973 : Nightside, téléfilm réalisé par Richard Donner
- 1973 : Police Connection (Badge 373), réalisé par Howard W. Koch
- 1975 : French Connection 2, réalisé par John Frankenheimer (non crédité)
- 1977 : Shiawase no kiiroi hankachi, adaptation d'un roman réalisée par Yōji Yamada
- 1979 : Flesh and Blood, adaptation du roman éponyme réalisée par Jud Taylor
- 1979 : The Gift, adaptation du roman éponyme réalisée par Don Taylor
- 1982 : Shiawase no kiiroi hankachi, adaptation d'un roman réalisée par Tomio Kuriyama
- 1986 : Liberty, téléfilm réalisé par Richard C. Sarafian
- 1987 : La Vérité cachée, téléfilm réalisé par Simon Langton
- 1989 : The Neon Empire, téléfilm réalisé par Larry Peerce
- 1992 : Split Images, téléfilm réalisé par Sheldon Larry
- 1999 : The Insider, réalisé par Michael Mann (NY times reporter)
- 2001 : Snow in August, téléfilm, adaptation du roman homonyme réalisée par Richard Friedenberg (en)
- 2003 : Brothers... On Holy Ground, documentaire réalisé par Mike Lennon
- 2008 : The Yellow Handkerchief, adaptation d'un roman réalisée par Udayan Prasad (de)